# Diervilla sessilifolia
Diervilla sessilifolia  là một loài thực vật có hoa trong họ Kim ngân. Loài này được Buckley mô tả khoa học đầu tiên năm 1843.